# Сонячне затемнення 19 червня 1936 року
Сонячне затемнення 19 червня 1936 — повне сонячне затемнення, часткові фази якого можна було спостерігати майже по всій Євразії (крім Південної Індії, Індокитаю та південного заходу Піренейського півострова), у Північній Африці і в приполярних областях Північної Америки, а повну фазу — у Греції, Туреччині, СРСР, Китаї та Японії. Великі міста, через які проходила смуга повного затемнення: Афіни, Геленджик, Туапсе, Краснодар, Армавір, Еліста , Кустанай, Петропавловськ, Омськ, Томськ, Хабаровськ. Максимальна тривалість повного затемнення (близько 2,5 хвилини) — у точці з координатами 56,1° північної широти, 104,7° східної довготи (на схід від Братська).

## Спостереження затемнення в СРСР
Це затемнення було першим повним сонячним затемненням, що відбулося на заселеній території СРСР, з моменту утворення цієї держави (попереднє було 1914 року). Смуга повного сонячного затемнення проходила через весь Радянський Союз із заходу на схід, від Кубані до Далекого Сходу. Для спостереження затемнення на території СРСР було організовано 28 радянських (17 астрономічних і 11 геофізичних) і 12 іноземних експедицій (з Франції, Англії, США, Італії, Чехословаччини, Швеції, Голландії, Китаю, Японії, Польщі). В експедиціях працювали 370 астрономів, у тому числі близько 70 іноземців, причому щодо останніх ЦК ВКП (б) прийняв спеціальну постанову про зниження на 50% вартості квитків на залізничний і водний транспорт. Підготовка до роботи експедицій під час затемнення за єдиною програмою йшла впродовж 2 років під керівництвом спеціальної комісії при АН СРСР. На роботи з підготовки до затемнення уряд асигнував 1934 року 60 тис. руб., 1935 — 365 тис. руб., 1936 — 400 тис. руб. Для спостережень вітчизняні фахівці в Ленінградському астрономічному інституті створили 6 однакових коронографів з діаметром 100 мм і фокусною відстанню 5 м, якими були забезпечені експедиції Пулковської обсерваторії, ДАІШ, Московського відділення Всесоюзного астрономо-геодезичного товариства, Харківської, Енгельгардтівської та Ташкентської обсерваторій. Крім наземних станцій, спостереження виконували також з аеростатів і літаків.
Пулковська обсерваторія (разом з її відділенням у Сімеїзі, нині Кримською обсерваторією) направила три експедиції: одну під керівництвом директора обсерваторії Б. П. Герасимовича (він же був головою комісії АН СРСР з організації спостережень затемнення) для дослідження хромосфери і протуберанців — в Оренбурзьку область (селище Акбулак), другу під керівництвом Г. А. Тихова — також в Оренбурзьку область (с. Сара), третю (під головування І. А. Балановського) — до Омська для спостережень за короною. Експедиція ДАІШ в сел. Бочкарьов біля міста Куйбишева Далекосхідного (нині Бєлогорськ Амурської обл.) займалася спектрографією хромосфери та корони і поляриметрією корони, а також перевіркою ефекту Ейнштейна (відхилення світла в гравітаційному полі Сонця); спостереження другої експедиції ДАІШ під Кустанаєм були не надто вдалі через метеоумови. Експедиція Харківської обсерваторії на Північному Кавказі (станиця Білоріченська Краснодарського краю) під керівництвом М. П. Барабашова займалася фотометрією і поляриметрією корони, а також спектроскопією хромосфери за допомогою об'єктивної призми. Абастуманськая обсерваторія проводила радіометрію корони. Експедиція Московського відділення ВАГТ здійснювала спостереження на стандартному коронографі, а також керувала аматорськими спостереженнями по всій країні. Експедиція Обсерваторії ім. В. П. Енгельгардта Казанського університету працювала в районі Кустаная, займаючись спектрографією корони у видимому спектрі за допомогою дифракційної ґратки, а також фотографуванням корони за допомогою стандартного коронографа.
Американська експедиція у складі 24 осіб під керівництвом Дональда Мензела працювала разом із однією з пулковських експедицій в Акбулаку. Разом із другою пулковською експедицією в Сарі працювала експедиція з 4 італійських астрономів (обсерваторія Арчетрі) під керівництвом Джорджіо Абетті.

## У культурі
Затемнення сталося наступного дня після смерті Максима Горького. У день похорону письменника 20 травня газета «Правда» опублікувала присвячений Горькому вірш Михайла Свєтлова, який містив рядки: «И затмению Солнца сопутствует сумрак утраты…»